# Großsteingrab Dobbin (Dobbertin)
Das Großsteingrab Dobbin war eine megalithische Grabanlage der jungsteinzeitlichen Trichterbecherkultur bei Dobbin, einem Ortsteil von Dobbertin im Landkreis Ludwigslust-Parchim (Mecklenburg-Vorpommern). Es wurde im 19. Jahrhundert zerstört.

## Lage
Nach Friedrich Schlie befand sich das Großsteingrab etwa zwei Kilometer westlich von Dobbertin bei Dobbin an der Landstraße nach Below auf dem Feld des Erbpächters Wendt. An der gleichen Stelle befand sich auch ein Flachgräberfeld.

## Beschreibung
Über das Grab liegen keine näheren Angaben vor. Es war 1901 bereits „vor Jahren“ geöffnet und dabei wohl auch abgetragen worden. Über mögliche Funde liegen keine Informationen vor. Nach Robert Beltz handelte es sich um eine unterirdische Steinkammer. Ewald Schuldt klassifizierte das Grab aufgrund dieser Angabe als Urdolmen.